# Superliga 2001/02 (Europa)
Die Superliga 2001/02 war die neunte Saison der Superliga im Tischtennis. Sie dauerte von September 2001 bis April 2002.
12 Teams traten zunächst in zwei Gruppen mit je sechs Mannschaften im System Jeder-gegen-Jeden an, das in einer Hin- und Rückrunde ausgetragen wurde. Jede Mannschaft stellte zwei Doppelpaarungen und vier Einzelspieler. Es waren zwei Doppel und acht Einzel vorgesehen, welche nach dem Bundessystem ausgetragen wurden. Hatte eine Mannschaft A sechs Punkte erreicht, dann wurde der Wettkampf abgebrochen mit A als Sieger.
Der Erste und Zweite jeder der beiden Gruppen spielten dann in Playoffs um die Plätze eins bis vier, die Dritten und Vierten um die Plätze fünf bis acht, die Fünften und Sechsten um die Plätze neun bis zwölf.
| Platz | Team                       | Nation | Aktive                                                                      |
| ----- | -------------------------- | ------ | --------------------------------------------------------------------------- |
| 1     | SVS Niederösterreich       | AUT    | Werner Schlager, Chen Weixing, Kostadin Lengerov, Qianli Qian, Karl Jindrak |
| 2     | Póstás Matav SE Budapest   | HUN    | Adam Lindner, Ferenc Pazsy, Gabor Gerold, Zoltán Bátorfi                    |
| 3     | Spartakus Kecskemét        | HUN    | Lehel Demeter, Zoltan Zoltan, Miklos Somosi, Krisztian Szabo                |
| 4     | TTC Frýdek-Místek          | CZ     | Marek Klasek, František Krčil, Martin Olejnik                               |
| 5     | BVSC Budapest              | HUN    | Laszlo Magyar, Zoltan Varga, Károly Németh, Marton Marsi, Peter Fazekas     |
| 6     | Start Horní Suchá          | CZ     | Miroslav Horejsi, Marek Cihak, Radek Mrkvicka, Radek Kostal                 |
| 7     | ASKO Altstadt Linz         | AUT    | Adam Pattantyus, Ivan Vitsek, Peter Aranyosi, Julien Pietropaoli            |
| 8     | Robot Mokré Lazce          | CZ     | Tomas Demek, Tomas Sadilek, Tomas Konecny, T. Pristal, Petr Korbel          |
| 9     | ŠK Mostex Rača             | SK     | Michal Bardon, Peter Sereda, Erik Illas, Tomas Sereda                       |
| 10    | ŠKST Sporiteľňa Bratislava | SK     | Lubomir Pistej, Martin Jaslovsky, Peter Krkoska, Peter Ovary                |
| 11    | MSK Mareka Malacky         | SK     | Jaromír Truksa, Martin Grezo, Valentin Bazenov, David Marek, Martin Palcek  |
| 12    | TTC Moldan Kuchl           | AUT    | Zhang Jie, Robert Gardos, Hannes Weiss, Michael Pichler                     |

| Platz | Team                        | Nation | Aktive                                                                                |
| ----- | --------------------------- | ------ | ------------------------------------------------------------------------------------- |
| 1     | ASKÖ Erdgas Linz-Froschberg | AUT    | Liu Jia, Cui Chen Mei, Petra Dermastija, Martina Petzner, Veronika Heine              |
| 2     | Statisztika Petőfi SC       | HUN    | Tamara Boroš, Mária Fazekas, Zita Molnar, Georgina Póta, Ildiko Csernyik, Vivien Ellö |
| 3     | BSE Budapest                | HUN    | Eva Braun, Anna Isaeva, Timea Vass, Agnes Kokai, E.Ackermann                          |
| 4     | Postas Budapest             | HUN    | Rita Kertai, Szilvia Káhn, R. Agardi, M. Nemeth, Ildiko Gazsi                         |
| 5     | Topvar Topoľčany            | SK     | Iveta Klacanska, Alena Frtalova, Andrea Kubrikova                                     |
| 6     | Vlašim                      | CZ     | Veronika Fantova, Kateřina Pěnkavová, Lucie Czyzova, Veronika Holoubkova              |
| 7     | SKST Hodonín                | CZ     | Veronika Hasilova, Martina Smistikova, J. Pistkova, Iveta Vacenovská, Ivana Weberova  |
| 8     | SKST Dubňany                | CZ     | Natalie Andrasikova, Karin Adamkova, Janska                                           |
| 9     | SKST Topoľčany              | SK     | Viktoria Lucenko, Veronika Glosova, Lenka Kmotorkova                                  |
| 10    | Innsbruck                   | AUT    | Sarah Kainz, Sabine Graf, A. Gardos, Christina Zacharkaite                            |
| 11    | Trnavka Bratislava          | SK     | Kristina Mikova, L. Holeciova, Silvia Tancibokova                                     |
| 12    | TTC Olympic Wien            | AUT    | Dajana Filistovova, Silvia Tancibokova, Nina Kolarova                                 |

- AUT = Österreich
- CZ = Tschechien
- HUN = Ungarn
- SK = Slowakei